# Vineland (Minnesota)
Pour les articles homonymes, voir Vineland.
Vineland est une census-designated place située dans le comté de Mille Lacs, dans l’État du Minnesota, aux États-Unis. Lors du recensement de 2020, elle comptait 869 habitants.